# Hekni konj
Hekni je prepoznata pasmina konja koja je razvijena u Velikoj Britaniji. Poslednjih decenija uzgoj heknija bio je usmeren na proizvodnju konja koji su idealni za vožnju kočijom. Oni su elegantna visokogazeća pasmina kočijaških konja koja je popularna za prikazivanje u disciplinama sa amovima. Hekniji poseduju dobru izdržljivost i sposobni su da kasaju velikom brzinom tokom dužeg vremenskog perioda.

## Istorija pasmine
Pasmina hekni konja je razvijena u 14. veku u Norfoku kada su kralju Engleske bili potrebni moćni ali atraktivni konji sa odličnim kasom, koji bi se koristili kao jahački konji opšte namene. Budući da su u to vreme putevi bili rudimentarni, hekniji su bili prvenstveno jahački konji, i jahanje je bilo najčešći način prevoza konjima. Kasački konji su bili pogodniji kao ratni konji nego ambleri sa svojim hodom. Kao rezultat toga, 1542. kralj Henri VIII zahtevao je od svojih bogatih podanika da drže određeni broj konjskih pastuva za uzgojne svrhe.
Oko 1729. godine pastuv Norfok Troter i jedan arapski pastuv doprineli su osnovnivačkom stoku modernog hekni konja. Rezultirajući Norfok Rodster, kako je bio poznat, bio je snažno građeni konj koga su zemljoradnici i drugi koristili kao radnog konja. To je isto tako bio brz konj dobre izdržljivosti.
Još jedan poznati konj bio je pastuv Original Šels, koji je oždrebljen u Istočnoj Angliji 1755. On je bio ždrebe pastuva Blejz, sina čuvenog neporaženog trkačkog konja, Flajing Čildersa koji je bio unuk velikog Darlija Arabijca (jednog od tri osnivačka pastuva čistokrvne pasmina). Original Šels je bio otac dva pastuva - Skot Šelsa i Drajvera - oba od kojih su imala veliki uticaj na Norfok Trotera.
Mesendžer (GB), Sampsonov unuk iz 1780. godine, bio je osnivački pastuv sadašnjeg američkog standardbred konja. Hambltonijan 10 je imao najmanje tri ukrštanja s Mesendžerovim potomcima u trećoj i četvrtoj generaciji njegovog pedigrea (3k4k4). Tokom 1820-ih za „Norfok Koba” je zabeleženo da je prešao 2 milje za 5 minuta 4 sekunde i bio je jedan od poznatih konja te pasmine zajedno sa „Nonpareilom”, koji je prešao razdaljnu od 100 milja vučući čeze za 9 sati 56 minuta 57 sekundi.
Godine 1820, Belfander pastuv norfoški kasač koji je uspeo da prekasa 17 milja za sat, izvezen je u Ameriku gde je bio otac majke Hambltonijana 10. U toj eri, kasači su se nadmetali pod sedlom, a ne remenom. Kasnije, sa poboljšanjima puteva, hekni je takođe korišćen u remenima, a on je tada bio jahački i vočni konj velikih zasluga.
Robert i Filip Ramsdejl, otac i sin, odveli su norfok konje Vruts Pretendera i Fenomena u Jorkšir, gde su ih ukrštali sa kobilama jorkširskih kasača. U julu 1800. godine, za proslavljenu hekni kobilu, Fenomen, stavljena je opklada u iznosu od £400 da može da odkasa 17 milja za 56 minuta , što je ona učinila za 53 minuta. Godine 1832, jedna od kćeri Fenomenona, odkasala je 17 milja za 53 minuta. Tokom 19. veka, širenjem železnice, pasmina norfok je izgubila na značaju, da bi je kasnije oživelo Konjičko društvo hekni. Norfok i jorkširski kasač selektivno su uzgajani zbog elegantnog stila i brzine, i razvijeni su u modernog hekni konja. Sjajni kas hekni konja ih je spasao od izumiranja i oni su našli primenu u izložbenim ringovima. Oni su i dalje izuzetno uspešni u remenima, a mogu da budu i vrlo dobri konji za jahanje. Mnogi su poznati po svojim sposobnostima u takmičenju u skokovima i dresuri.
Godine 1883. je osnovano Hekni konjičko društvo u Noriču, a knjiga pastuva ovog društva sadrži zapise počevši od 1755. godine.
Aleksander Kasat je bio odgovoran za uvođenje hekni ponija u Sjedinjene Države. Godine 1878, u Britaniji je kupio 239 Stelu i doveo je u Filadelfiju. Godine1891, Kasat i ostali ljubitelji heknija osnovali su Američko hekni konjičko društvo sa sedištem u Leksingtonu u Kentakiju.
Hekniji se javljaju u opsegu ponija i konja, a jedna su od retkih pasmina koja je priznata u poni i konjskoj veličini. Hekni poni je razvijen krajem 19. veka, kada su hekni konji ukrštani sa različitim pasminama ponija da bi se stvorio vrlo specifičan tip izložbenog ponija.

## Karakteristike pasmine
Visina hekni konja se kreće od 14,2 šaka (147 centimetara) do 16,2 šaka (168 cm). Oni mogu biti bilo koje čiste boje, uključujući dorate, braon, kestenjaste i crne. Hekniji često imaju bele oznake, što je često posledica uticaja sabino genetike.
Hekni ima dobro oblikovanu glavu, ponekad sa blago konveksnim nosom. Njihove oči i uši su izražajne, iskazuju budnost. Vrat je ovenčen i mišićav, sa urednim grlom i vilicom. Prsa su široka i dobro definisana, ramena su snažna, duga i blago zakošena. Hekniji imaju prosečnu dužinu leđa, mišićave, ravne sapi i snažna zadnje delove tela. Rebra su im dobro zaobljena. Rep je visoko postavljen i prirodno se nosi. Noge su snažne sa širokim, čistim zglobovima, dugim podkolenicama i gaskinima, s jakim skočnim zglobovima i kičicama srednje dužine, povezanim sa okruglim, prilično uspravnim kopitima.
U kasu, oni pokazuju istančanost i preuveličano visoko dejstvo kolena i skočnog zgloba zbog vrlo dobre fleksije zglobova. Njihova akcija treba da bude ravna i istinita sa izrazitim trenutkom suspenzije. Prednje noge se pružaju visoko sa oštro savijenim kolenima koja su dobro ispružena prema napred pri hodu. Njihove zadnje noge su dobro pokretne sa sličnim naglašenim pokretima. Pored svojstvene zvučnosti i izdržljivosti, hekni konj se dokazao kao pasmina s laganim, ritmičnim kanterom i žustrim, gibkim hodom.
Hekniji su izvezeni u Australiju, Sjedinjene Države i Holandiju.

## Literatura
- The Encyclopedia of Horses & Ponies, by Tamsin Pickeral, Barnes & Noble Books,  0-7607-3457-7. стр. 311..
- Belknap, Maria (2004). Horsewords: The Equine Dictionary (Second изд.). North Pomfret, VT: Trafalgar Square Publishing. ISBN 1-57076-274-0.
- Bongianni, Maurizio (1987). Simon & Schuster's Guide to Horses and Ponies. New York: Fireside. ISBN 0-671-66068-3.
- Dohner, Janet Vorwald (2001). „Equines: Natural History”.  Ур.: Dohner, Janet Vorwald. Historic and Endangered Livestock and Poultry Breeds. Topeka, KS: Yale University Press. стр. 400—401. ISBN 0-300-08880-9.
- Edwards, Elwyn Hartley (1994). The Encyclopedia of the Horse. London: Dorling Kindersley. ISBN 1-56458-614-6. OCLC 29670649.
- Ensminger, M. E. (1990). Horses and Horsemanship: Animal Agricultural Series (Sixth изд.). Danville, IN: Interstate Publishers. ISBN 0-8134-2883-1. OCLC 21977751.
- Giffin, James M.; Tom Gore (1998). Horse Owner's Veterinary Handbook (Second изд.). New York: Howell Book House. ISBN 0-87605-606-0. OCLC 37245445.
- Harris, Susan E. (1993). Horse Gaits, Balance and Movement. New York: Howell Book House. ISBN 0-87605-955-8. OCLC 25873158.
- McBane, Susan (1997). The Illustrated Encyclopedia of Horse Breeds. Edison, NJ: Wellfleet Press. ISBN 0-7858-0604-0. OCLC 244110821.
- Miller, Robert M. (1999). Understanding the Ancient Secrets of the Horse's Mind. Neenah, WI: Russell Meerdink Company Ltd. ISBN 0-929346-65-3. OCLC 42389612. Архивирано из оригинала 2023-03-20. г. Приступљено 2020-09-28.
- Price, Steven D.; Spector, David L.; Rentsch, Gail; Burn, Barbara B., ур. (1998). The Whole Horse Catalog: Revised and Updated (Revised изд.). New York: Fireside. ISBN 0-684-83995-4.
- Sponenberg, D. Phillip (1996). „The Proliferation of Horse Breeds”. Horses Through Time (First изд.). Boulder, CO: Roberts Rinehart Publishers. ISBN 1-57098-060-8. OCLC 36179575.
- Whitaker, Julie; Whitelaw, Ian (2007). The Horse: A Miscellany of Equine Knowledge. New York: St. Martin's Press. ISBN 978-0-312-37108-1.
- Chamberlin, J. Edward (2006). Horse: How the Horse Has Shaped Civilizations. New York: Bluebridge. ISBN 978-0-9742405-9-6. OCLC 61704732.
- Linnaeus, Carolus (1758). Systema naturae per regna tria naturae :secundum classes, ordines, genera, species, cum characteribus, differentiis, synonymis, locis. 1 (10th изд.). Holmiae (Laurentii Salvii). стр. 73. Архивирано из оригинала 2018-10-12. г. Приступљено 2008-09-08.
- International Commission on Zoological Nomenclature (2003). „Usage of 17 specific names based on wild species which are pre-dated by or contemporary with those based on domestic animals (Lepidoptera, Osteichthyes, Mammalia): conserved. Opinion 2027 (Case 3010)”. Bull. Zool. Nomencl. 60 (1): 81—84. Архивирано из оригинала 2007-08-21. г.
- Goody, John (2000). Horse Anatomy (2nd изд.). J A Allen. ISBN 0-85131-769-3.
- Pavord, Tony; Pavord, Marcy (2007). Complete Equine Veterinary Manual. David & Charles. ISBN 978-0-7153-1883-6.
- Wright, B. (29. 3. 1999). „The Age of a Horse”. Ministry of Agriculture, Food and Rural Affairs. Government of Ontario. Архивирано из оригинала 20. 1. 2010. г. Приступљено 2009-10-21.
- Ryder, Erin. „World's Oldest Living Pony Dies at 56”. The Horse. Архивирано из оригинала 2014-01-24. г. Приступљено 2007-05-31.
- British Horse Society (1966). The Manual of Horsemanship of the British Horse Society and the Pony Club (6th edition, reprinted 1970 изд.). Kenilworth, UK: British Horse Society. стр. 255. ISBN 0-9548863-1-3.
- „Rules of the Australian Stud Book” (PDF). Australian Jockey Club. 2007. стр. 7. Архивирано из оригинала 2013-04-24. г. Приступљено 2008-07-09.
- „Equine Age Requirements for AERC Rides”. American Endurance Riding Conference. Архивирано из оригинала 2011-08-11. г. Приступљено 2011-07-25.
- Becker, Marty; Pavia, Audrey; Spadafori, Gina; Becker, Teresa (2007). Why Do Horses Sleep Standing Up?: 101 of the Most Perplexing Questions Answered About Equine Enigmas, Medical Mysteries, and Befuddling Behaviors. HCI. стр. 23. ISBN 978-0-7573-0608-2.
- Ensminger, M.E. (1991). Horses and Tack (Revised изд.). Boston, MA: Houghton Mifflin Company. стр. 11–12. ISBN 0395544130. OCLC 21561287.
- Howlett, Lorna; Philip Mathews (1979). Ponies in Australia. Milson's Point, NSW: Philip Mathews Publishers. стр. 14. ISBN 0-908001-13-4.
- „2012 United States Equestrian Federation, Inc. Rule Book”. United States Equestrian Federation. стр. Rule WS 101. Архивирано из оригинала 2012-04-15. г.
- „Annex XVII: Extracts from Rules for Pony Riders and Children, 9th edition” (PDF). Fédération Equestre Internationale. 2009. Архивирано из оригинала (PDF) 2012-09-11. г. Приступљено 2010-03-07.